# Olocau del Rey
Olocau del Rey – gmina w Hiszpanii, w prowincji Castellón, we wspólnocie autonomicznej Walencja, o powierzchni 43,98 km². W 2011 roku liczyła 135 mieszkańców.